# Conseil d'orientation des retraites
Pour les articles homonymes, voir COR.
 (décembre 2019).
Le Conseil d’orientation des retraites (COR) est une organisation française créée en 2000 pour étudier la question de la retraite. Le COR est un service du Premier ministre, membre du réseau coordonné par France Stratégie. Il s'agit d’une structure pluraliste et permanente, associant des parlementaires, des représentants des partenaires sociaux, des experts et des représentants de l’État français.

## Missions
Le conseil a pour missions de :
1. décrire les perspectives à moyen et long terme des régimes de retraite obligatoires au regard des évolutions économiques, sociales et démographiques ;
2. apprécier les conditions requises pour assurer la viabilité financière à terme de ces régimes ;
3. mener une réflexion sur le financement des régimes de retraite et en suivre l'évolution ;
4. suivre la situation des retraités, en portant une attention particulière aux différences entre les femmes et les hommes ;
5. produire chaque année, avant le 15 juin, un rapport annuel sur le système de retraite, fondé sur des indicateurs de pilotage permettant d’apprécier les perspectives du système au regard des objectifs fixés dans la loi ;
6. participer à l'information sur le système de retraite et les effets des réformes conduites pour garantir son financement[4].

Le Conseil d'orientation mène ses travaux selon un programme de travail annuel arrêté par ses membres.

## Composition
Le Conseil est composé de quarante-et-un membres,.
Il réunit des élus, des représentants des organisations représentatives des employeurs, des travailleurs indépendants et des salariés des secteurs privé et public, des représentants des familles et des personnes âgées, les directeurs des administrations centrales principalement concernées par les questions de retraite, ainsi que des personnalités qualifiées, choisies pour leur expérience et leur compétence, dont quelques universitaires.
| Identité               | Période           | Période         | Durée                      |
| Identité               | Début             | Fin             | Durée                      |
| ---------------------- | ----------------- | --------------- | -------------------------- |
| Yannick Moreau,        | 26 mai 2000       | 22 avril 2006   | 5 ans, 10 mois et 27 jours |
| Raphaël Hadas-Lebel    | 21 avril 2006     | 14 janvier 2015 | 8 ans, 8 mois et 24 jours  |
| Pierre-Louis Bras (d), | 14 janvier 2015   | 24 octobre 2023 | 8 ans, 9 mois et 10 jours  |
| Gilbert Cette          | 1er novembre 2023 | En cours        | 1 an, 4 mois et 13 jours   |

## Publications
Depuis la loi du 20 janvier 2014, le Conseil publie un rapport annuel (Évolutions et perspectives des retraites en France) ainsi que des rapports et études thématiques.
En septembre 2022, le COR publie un rapport qui prévoit que « de 2022 à 2032, la situation du système de retraite se détériorerait avec un déficit allant de -0,5 point de PIB à -0,8 point de PIB en fonction de la convention et du scénario retenu ». Le déficit s'établirait ainsi entre 7,5 et 10 milliards € en 2027 (0,3 à 0,4 point de PIB), puis entre 12,5 et 20 milliards € à l'horizon 2032 (0,5 à 0,8 point de PIB).
En juin 2023, un rapport du COR met à jour les analyses et projections attendues pour les régimes de retraite. Ce rapport indique que si la trajectoire s'améliore, ceux-ci seront encore en déficit de 0,2 à 0,3 % du PIB en 2030 et ne reviendraient pas à l'équilibre avant 2040, alors que le gouvernement avait annoncé que sa réforme permettrait un retour à l'équilibre en 2030,. Le président du COR Jean-Louis Bras, qui avait auparavant annoncé à l'Assemblée nationale que les dépenses n'augmenteraient pas, mais que les recettes diminueraient ce qui diminuera le solde, est alors accusé à tort d'avoir annoncé que le régime des retraites serait à l'équilibre en 2030. En novembre 2023, Pierre-Louis Bras, président du Conseil d'orientation des retraites durant les débats sur la réforme des retraites, explique que le niveau de vie des retraités va diminuer si rien ne change par rapport à la population active, et que les français pourront réagir en épargnant plus ou repoussant l'âge de la retraite. Pierre-Louis Bras explique que la réforme va augmenter les dépenses car si dans un premier temps, le régime fera des économies car les travailleurs partiront plus tard à la retraite mais avec une meilleure retraite, dans un second temps, le nombre de personnes à la retraite avec une retraite plus élevée augmente la dépense. Les mesures favorables pour les plus baisses retraites qui à 10 ans font faire des économies, mais augmentent à 30 ans le coût des retraites avec le temps.

## Débats
Les projections démographiques du COR ont été au centre des débats lors du mouvement social contre le projet de réforme des retraites en France de 2023 et lors du précédent qui a eu lieu en 2019-2020, durant l'hiver précédent le confinement. Dans un rapport de 2021, le Conseil d'orientation des retraites a travaillé, pour la génération 1960, qui commence à partir à la retraite et sera touchée par le relèvement de l'âge minimum à 60 ans, trois scénarios différents en fonction des projections démographiques. Et estime que l’espérance de vie effective à 60 ans est de 27 ans (pour le scénario mortalité haute), 28 ans (scénario central) et 30 ans (scénario mortalité basse), selon la rubrique vérification des faits de Libération.
Le président du COR, Pierre-Louis Bras, est démis de ses fonctions par le gouvernement en octobre 2023. Les syndicats dénoncent une « mesure de rétorsion » alors que Pierre-Louis Bras avait souligné, à rebours des affirmations du gouvernement, que « les dépenses de retraites ne dérapent pas, elles sont relativement maîtrisées, dans la plupart des hypothèses, elles diminuent plutôt à terme », lors de son audition à l'Assemblée nationale. Il est remplacé par Gilbert Cette, économiste proche du gouvernement et favorable à cette réforme. Pour le quotidien Libération, cette nomination « confirme la tendance d'Emmanuel Macron à promouvoir des proches à la tête des autorités ou organismes publics censés être indépendants.